# Мужчины не плачут
Мужчины не плачут. Песни для кино — сьомий студійний альбом групи Ляпис Трубецкой, який був випущений в лютому 2006 року. Але самі музиканти не вважають цей альбом номерним, адже він складається з пісень, записаних спеціально для кримінального телесеріалу «Чоловіки не плачуть» («Мужчины не плачут») та виробничої драми «Останній забій» («Последний забой»). Цим пояснюється і музичний жанр альбому: по суті це стилізація під російський шансон.

## Список композицій
1. «Нина» — 4:24
2. «Дядя Витя» — 2:20
3. «Снежная королева» — 3:00
4. «Извините, Маша» — 2:32
5. «Золотом огни» — 3:46
6. «Вишня красная» — 3:23
7. «Мужчины не плачут» — 4:53
8. «Саяны» — 4:18
9. «Лабухи» — 2:19
10. «Чёрно-белый день» — 3:57
11. «Уголёк» — 3:49
12. «Аргентина» — 4:39
13. «Русалки» — 4:03
14. Bonus Track (тільки на «подарунковому» виданні): «Ласточки (Anton Morch Remix)» — 4:12
15. Bonus Track (тільки на «подарунковому» виданні): «Мужчины не плачут» (інструментал) — 1:29

## Музиканти

### Ляпіс Трубецкой
- Сергій Міхалок — вокал
- Павло Булатніков — вокал
- Руслан Владико — гітара
- Павло Кузюкович — валторна, труба
- Іван Галушко — тромбон
- Олександр Сторожук — ударні, перкусія
- Володимир «Єлкин» Еглітіс — бас-гітара (композиції 8, 12), аранжування (композиція 12)

### Сесійні музиканти
- Володимир «Фєдя» Федорук — акордеон
- Олександр Калиновсикий — бас-гітара

## Історія альбому
Альбом було записано на початку 2004 року паралельно з альбомом «Золотые яйцы». Початково випуск альбому «Мужчины не плачут» було заплановано на 2005 вік, але з ряду причин реліз відбувся лише через пів року. Композиції «Аргентина» та «Саяны» початково призначалися для альбому «Золотые яйцы», але через невідповідність концепції платівки не увійшли туди. В грудні 2004 року обидві композиції були видані на промо-диску «Аргентина».